# Боселли, Энрико
Энрико Боселли (итал. Enrico Boselli; род. 7 января 1957, Болонья) — итальянский политик.

## Биография
Боселли родился 7 января 1957 года а городе Болонья, Италия.
В ранние годы политической карьеры являлся членом Итальянской социалистической партии, находясь в которой сначала стал губернатором Эмилии-Романьи, а затем был избран в Палату депутатов в 1994 году. Боселли также был депутатом Европейского парламента в 1999—2004 годах в качестве члена Прогрессивного альянса социалистов и демократов. С сентября 1999 по 2001 год Боселли был докладчиком второго чтения Директивы 2001/29/EC, назначенным Комитетом по правовым вопросам и внутреннему рынку.
В 2007 году он основал новую Итальянскую социалистическую партию, с которой участвовал во всеобщих выборах 2008 года, но получил менее процента голосов. В декабре 2010 года Боселли присоединился к партии Альянс за Италию и вскоре стал её вице-президентом.